# Sudamericano de Rugby A 2012
El Sudamericano de Rugby A de 2012 se disputó en Chile y estuvo organizado por la Confederación Sudamericana de Rugby (CONSUR) y la Federación de Rugby de Chile (Feruchi).
En esa oportunidad se eliminó el sistema de 2 fases de los últimos tres torneos y se desarrollará simplemente como un cuadrangular de todos contra todos y los 6 partidos se jugarán en el Centro de Alto Rendimiento del Rugby en la La Reina (Parque Mahuida).
La selección de Paraguay ese año disputó el torneo de la divisional B.

## Equipos participantes
- Selección de rugby de Argentina (Los Pumas)
- Selección de rugby de Brasil (Los Tupís)
- Selección de rugby de Chile (Los Cóndores)
- Selección de rugby de Uruguay (Los Teros)

## Posiciones
| Pos. | Equipo    | Encuentros | Encuentros | Encuentros | Encuentros | Tantos  | Tantos    | Tantos     | Puntos |
| Pos. | Equipo    | jugados    | ganados    | empatados  | perdidos   | a favor | en contra | diferencia | Puntos |
| ---- | --------- | ---------- | ---------- | ---------- | ---------- | ------- | --------- | ---------- | ------ |
| 1    | Argentina | 3          | 3          | 0          | 0          | 210     | 11        | + 199      | 9      |
| 2    | Uruguay   | 3          | 2          | 0          | 1          | 59      | 81        | - 22       | 6      |
| 3    | Chile     | 3          | 1          | 0          | 2          | 51      | 92        | - 41       | 3      |
| 4    | Brasil    | 3          | 0          | 0          | 3          | 21      | 157       | - 136      | 0      |

Nota: Se otorgan 3 puntos al equipo que gane un partido, 1 al que empate y 0 al que pierda
|  | Campeón y disputará el SR A 2013 |

|  | Clasificados al SR A 2013 |

|  | Enfrenta a Paraguay por SR A 2013 |

## Resultados

### Primera Fecha[6]
| 20 de mayo de 2012 | Argentina | 40 - 5  | Uruguay | CARR, Santiago, Chile, |  |
|                    |           | Reporte |         |                        |  |

| 20 de mayo de 2012 | Chile | 19 - 6  | Brasil | CARR, Santiago, Chile, |  |
|                    |       | Reporte |        |                        |  |

### Segunda Fecha
| 23 de mayo de 2012 | Argentina | 111 - 0 | Brasil | CARR, Santiago, Chile, |  |
|                    |           | Reporte |        |                        |  |

| 23 de mayo de 2012 | Chile | 26 - 27 | Uruguay | CARR, Santiago, Chile, |  |
|                    |       | Reporte |         |                        |  |

### Tercera Fecha
| 26 de mayo de 2012 | Uruguay | 27 - 15 | Brasil | CARR, Santiago, Chile, |  |
|                    |         | Reporte |        |                        |  |

| 26 de mayo de 2012 | Argentina | 59 - 6  | Chile | CARR, Santiago, Chile, |  |
|                    |           | Reporte |       |                        |  |

| Bandera de Argentina    |
| Campeón Argentina       |
| Trigésimo tercer título |

## Clasificación aAmericas Rugby Championship
El equipo uruguayo clasificó a la Americas Rugby Championship 2012 por ser la selección sudamericana mejor ubicada entre las candidatas; y así, los Teros participaron por primera vez de la copa mientras que los Pumas ya tenían su lugar en el torneo. El duelo entre chilenos y uruguayos, que habitualmente define el segundo puesto de los sudamericanos detrás de la siempre campeona Argentina, este año adquirió una mayor relevancia según los análisis de la prensa especializada de ambos países ya que se jugaba algo más que la clasificación a un torneo.